# In the Back of My Mind

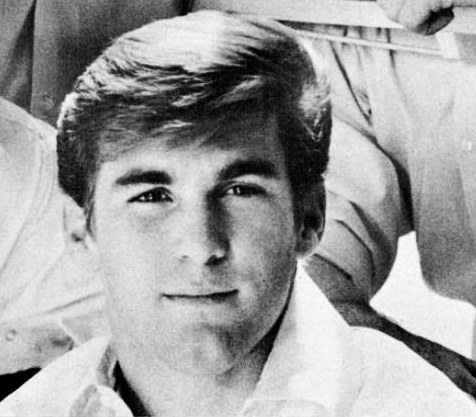
Dennis Wilson, zanger van het nummer.

In the Back of My Mind is een nummer door de Amerikaanse band The Beach Boys dat verscheen op het album The Beach Boys Today!.Het nummer werd geschreven door Brian Wilson en Mike Love en gezongen door Dennis Wilson met als achtergrondzang Brian en Carl.
Het nummer wordt door fans en critici beschouwd als een van de beste van The Beach Boys.